# نويل كينغ
نويل كينغ (بالإنجليزية: Noel King)‏ (13 سبتمبر 1956 بدبلن في جمهورية أيرلندا - ) هو مدرب كرة قدم ولاعب كرة قدم أيرلندي في مركز الوسط. لعب مع ديري سيتي ونادي بوهيميان ونادي دوندالك ونادي شامروك روفرز ونادي فالينسيان ونادي يميريك وووترفورد يونايتد وهوم فارم ‏ ودوري أيرلندا الحادي عشر ‏ وOmagh Town F.C. ‏.

## وصلات خارجية
- نويل كينغ على موقع قاعدة بيانات كرة القدم.إي يو (الإنجليزية)